# Кембриджская хроника
Кембриджская хроника, также известна Tarʾīkh Jazīrat Ṣiqilliya («История острова Сицилия») - анонимная средневековая хроника эмирата Сицилия в период с 827 по 965 гг., написанная сицилийским христианином X или XI в.
Существуют греческая версия (в двух рукописях) и арабская версия (в одной). В течение многих лет был известен только арабский текст, хранившийся в библиотеке Кембриджского университета, но в 1890 г. была обнаружена греческая редакция. Греческие тексты находятся в Ватиканской библиотеке и Национальной библиотеке Франции (Codex Parisinus Graecus 920).
Была переведена на английский, итальянский и французский языки.